# Dakota Access Pipeline

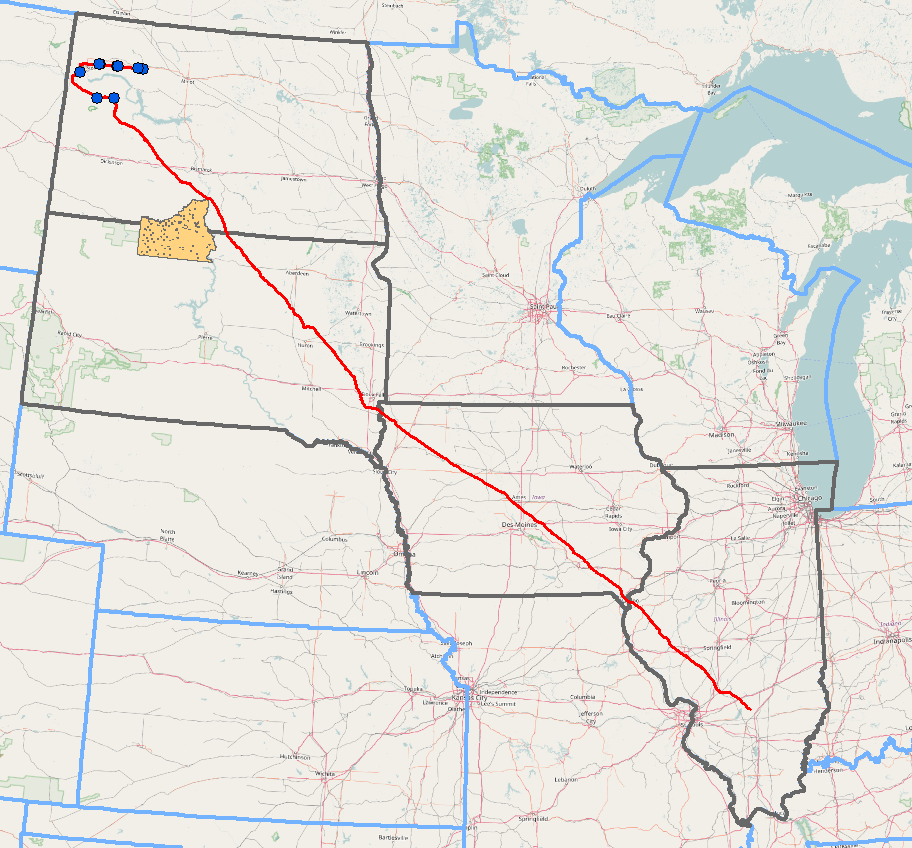
Karte der Dakota Access; Gelb: Standing Rock Reservation

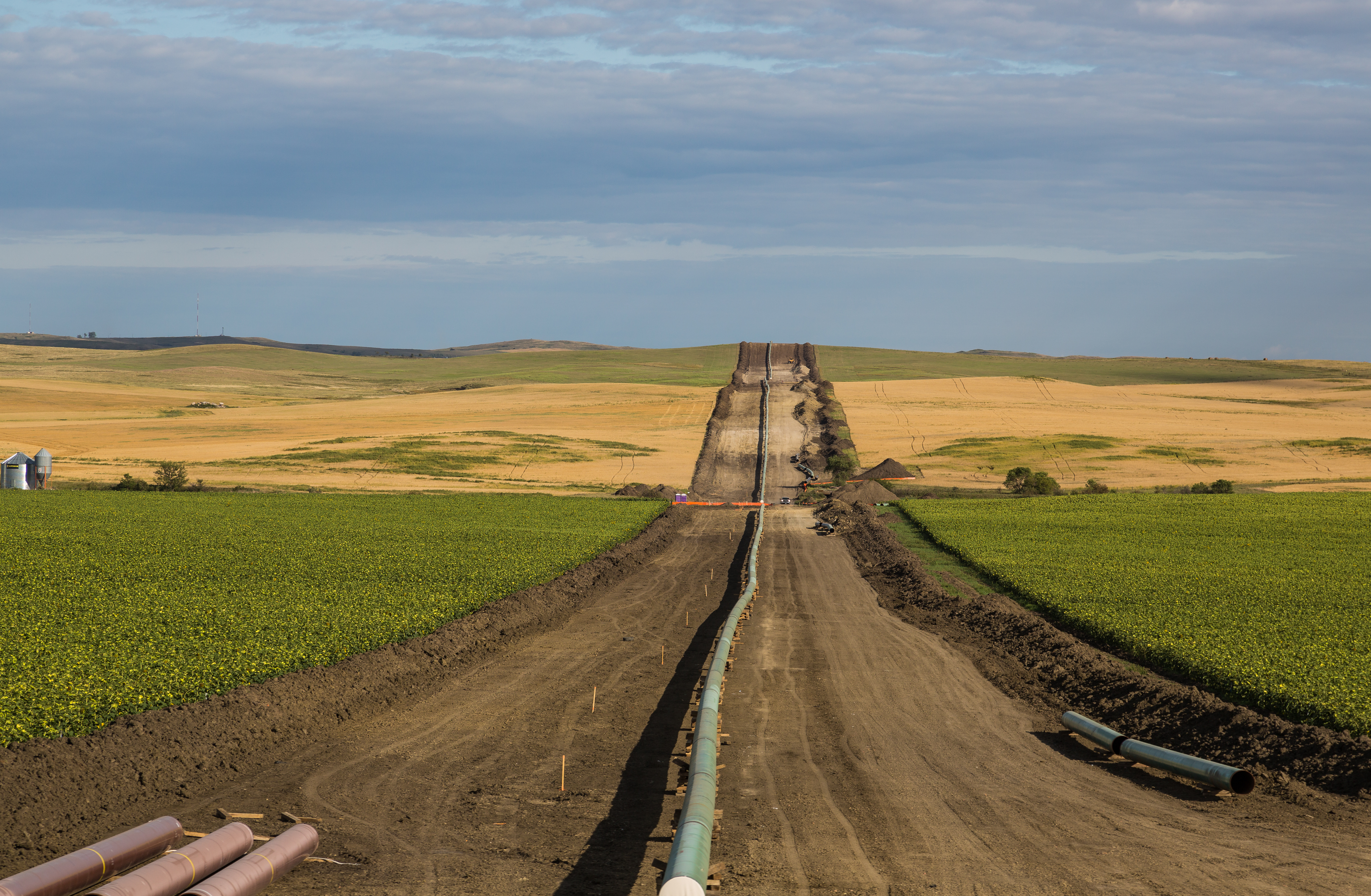
Bau der Dakota Access an der 50th Avenue bei New Salem, (Nord-Dakota)

Die Dakota Access Pipeline (kurz DAPL), auch Bakken Pipeline genannt, ist eine Erdölpipeline in den USA mit einer Länge von 1.880 km. Sie führt von der erdölreichen Bakken-Formation in North Dakota durch die US-Bundesstaaten South Dakota und Iowa zum Pipelineknotenpunkt Patoka, Illinois.
Ihr Bau wurde von über die USA hinausgehenden Protesten begleitet und nach mehrmaligen gerichtlichen Stopps zuletzt im Dezember 2016 durch den Präsidenten Barack Obama auf Eis gelegt. Sein Amtsnachfolger Donald Trump plädierte für die Fertigstellung des Projekts und hob per Dekret entsprechende Entscheidungen auf. Die Eröffnung der Pipeline fand am 1. Juni 2017 statt, die Prozesse vor Bundesgerichten gehen weiter. Am 5. Juli 2020 entschied ein Bundesgericht, dass die Pipeline bis zum 5. August 2020 ihren Betrieb einstellen musste. Der Bau der Pipeline wird mit verschiedenen Morden in Verbindung gebracht. Meist wurden junge, indigene Frauen ermordet, siehe Verschwundene indigene Frauen in den USA.

## Technische Daten
Die Pipeline transportiert 75.000 m³ (470.000 Barrel) Rohöl pro Tag nach  Patoka, Illinois. Von dort aus kann das Öl über andere Pipelines weiter zu Raffinerien am Golf von Mexiko und der Ostküste der USA transportiert werden.

## Bauherr
Initiator des rund 3,8 Milliarden US-Dollar teuren Projekts ist der Pipelinebetreiber Energy Transfer Partners. Das Projekt wird von einer Reihe von Banken finanziert, unter anderem von JP Morgan Chase, Goldman Sachs, CitiBank, Morgan Stanley, BayernLB, Wells Fargo, BNP Paribas, SunTrust, Royal Bank of Scotland, Bank of Tokyo Mitsubishi, Mizuho Bank, TD Securities, ABN Amro Capital, Credit Agricole, Intesa Sanpaolo, Natixis, BBVA Securities, DNB First Bank, ICBC London, SMBC Nikko Securities, Societe Generale und der Bank of America.

## Kritik

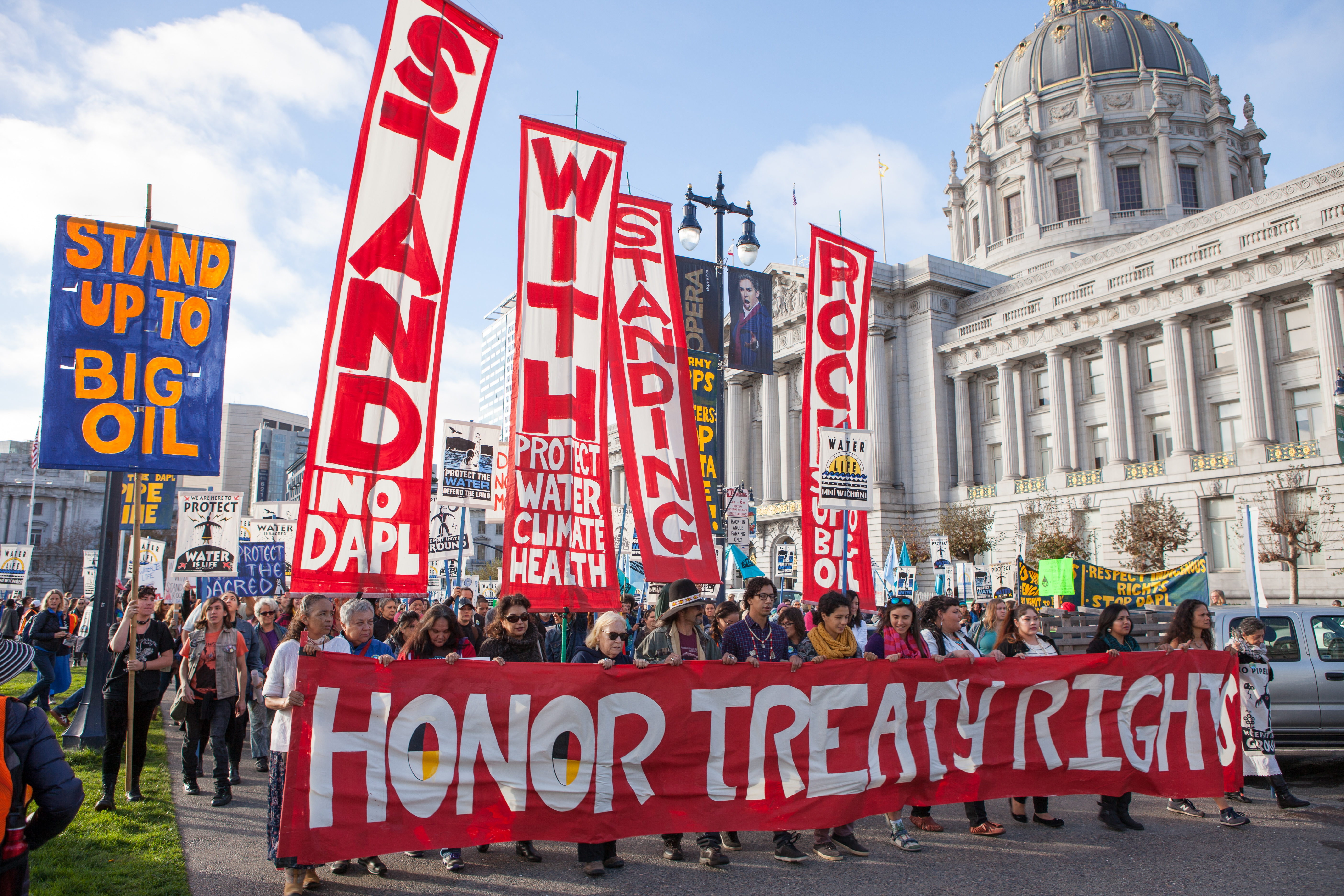
Protest gegen die Dakota Access Pipeline

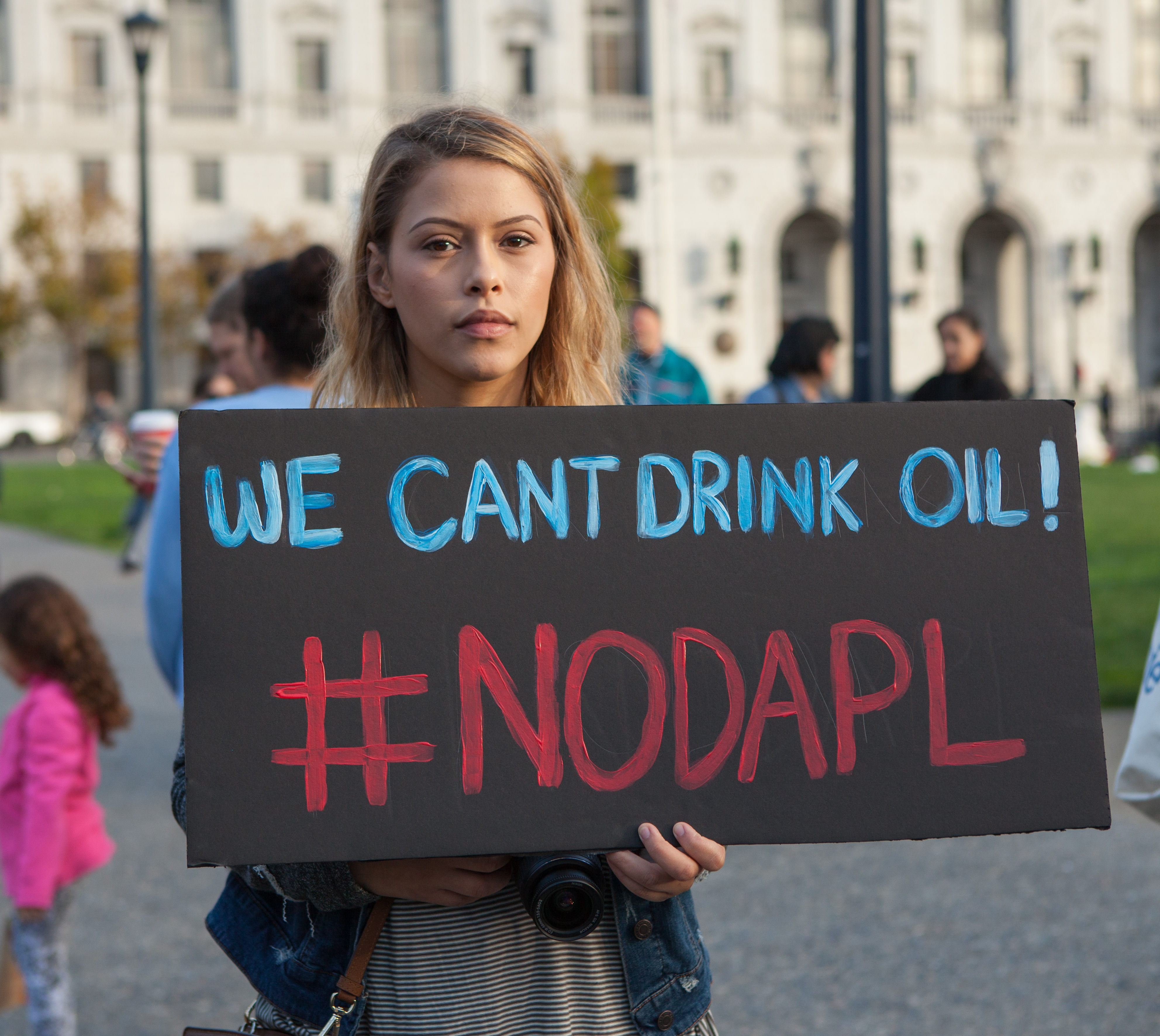
Protest gegen die Dakota Access Pipeline

Das US Army Corps of Engineers (USACE) genehmigte das Projekt im Juli 2016. Die Gegner der Pipeline klagen vor Bundesgerichten gegen die Baupläne. Die Genehmigung für den Bauabschnitt in der Standing Rock Reservation wurde vom USACE erteilt, obwohl die bundesstaatlichen Behörden Environmental Protection Agency, das Department of the Interior und das Advisory Council on Historic Preservation darauf aufmerksam machten, dass durch das USACE keine adäquate Umweltverträglichkeitsprüfung (Environmental Impact Statement) erfolgte. Besonders im Bezug auf die Gefährdung der Trinkwasserreserven sei keine ausreichende Prüfung erfolgt.
Gegen die Pipeline laufen Klagen der Sioux-Indianer aus der Standing Rock Reservation vor mehreren Bundesgerichten. Sie machen die Verletzungen ihrer garantierten Landrechte geltend. Außerdem berufen sie sich auf die Verfahrensfehler bei der Umweltverträglichkeitsprüfung. Im März 2020 entschied das Bundesbezirksgericht, dass die Umweltverträglichkeitsprüfung nicht den gesetzlichen Anforderungen genügt hätte und verpflichtete das US Army Corps of Engineers, eine völlig neue UVP durchzuführen.
2016 und 2017 führten die beiden Aktivistinnen Jessica Reznicek und Ruby Montoya Sabotageakte an der im Bau befindlichen Pipeline durch. Als Begründung diente dabei die von der Pipeline ausgehende Gefahr der Boden- und Wasserverschmutzung. 2017 wurde Reznicek wegen „inländischem Terrorismus“ verurteilt.
Im August 2017 reichte Energy Transfer Partners eine SLAPP-Klage gegen Greenpeace,  Earth First!, BankTrack und andere Protestorganisationen aufgrund des zur Bekämpfung von Mafia-Aktivitäten vorgesehenen Racketeer Influenced and Corrupt Organizations Act ein. Das Unternehmen machte sie für Schäden in Höhe von „Milliarden von Dollars“ verantwortlich und warf ihnen „kriminelle Aktivitäten und Fehlinformationskampagnen“ vor. Energy Transfer Partners wird hierbei von der Kanzlei Kasowitz, Benson, Torres & Friedman vertreten, die auch für die Trump-Organization tätig ist.

## Shutdown
Im Juli 2020 beschloss das United States District Court for the District of Columbia, dass die Pipeline spätestens am 5. August 2020 entleert und vorläufig stillgelegt werden müsse. Eine Umweltverträglichkeitsprüfung sollte nach dem Gerichtsurteil zuerst durchgeführt werden, damit die Pipeline weiter betrieben werden dürfe. Die Anordnung zur vorübergehenden Stilllegung wurde am 5. August 2020 von einem US-Berufungsgericht aufgehoben, die Umweltprüfung wird jedoch fortgesetzt. Im Jahr 2021 gab das zuständige US-Berufungsgericht den Standing Rock Sioux und anderen Stämmen Recht, dass für den 3 km langen Pipelineabschnitt unterhalb des Lake Oahe eine gründlichere Umweltprüfung hätte durchgeführt werden müssen – es gab nur eine vorläufige Prüfung aus dem Jahr 2015. Im Februar 2022 ließ der Oberste Gerichtshof der USA diese Entscheidung bestehen, lehnte es jedoch ab, den Fall anzuhören. Trotz dieser Urteile ist die Pipeline bis heute voll funktionsfähig.